# Paraleptophlebia submarginata
Paraleptophlebia submarginata is een haft uit de familie Leptophlebiidae. De wetenschappelijke naam van de soort is voor het eerst geldig gepubliceerd in 1835 door Stephens.
De soort komt voor in het Palearctisch gebied.